# Aardbeving Guatemala 1976
Op 4 februari 1976 werd Guatemala getroffen door een zware aardbeving met een kracht van 7,5 op de schaal van Richter. 22.870 mensen verloren door de beving het leven.
Het epicentrum lag in de Motaguabreuk in het oosten van het land; over een lengte van meer dan 230 km werd na de beving een scheur waargenomen. De klap sloeg vooral hard toe in en rond Guatemala-Stad, veel bouwwerken van vooral lage kwaliteit bleven niet overeind staan. In de buitenwijken werden hele wijken met de grond gelijk gemaakt. De aardbeving veroorzaakte aardverschuivingen en uitval van elektriciteit en water, waardoor de hulpverlening bemoeilijkt werd.
In de nasleep van de aardbeving kwam tal van evangelisch-protestantse organisaties uit de Verenigde Staten hulp bieden aan de slachtoffers. Het was dan ook na de aardbeving dat de massale bekering tot het protestantisme door grote delen van de Guatemalteekse bevolking begon. 
Ook door de Nederlandse reformatorische hulporganisatie Woord en Daad werd geld voor noodhulp ingezameld.